# Team NetApp-Endura/Saison 2014
Dieser Artikel listet Erfolge und Fahrer des Radsportteams NetApp-Endura in der Saison 2014 auf.

## Erfolge in der UCI Europe Tour
| Datum        | Rennen                                        | Kat. | Sieger        |
| ------------ | --------------------------------------------- | ---- | ------------- |
| 3. März      | Clásica de Almería                            | 1.HC | Sam Bennett   |
| 21. April    | Rund um Köln                                  | 1.1  | Sam Bennett   |
| 1. Juni      | 5. Etappe Bayern-Rundfahrt                    | 2.HC | Sam Bennett   |
| 19.–22. Juni | Gesamtwertung Slowenien-Rundfahrt             | 2.1  | Tiago Machado |
| 26. Juni     | Tschechische Meisterschaft – Einzelzeitfahren | CN   | Jan Bárta     |

## Abgänge – Zugänge
| Zugänge          | Team 2013             | Abgänge              | Team 2014              |
| ---------------- | --------------------- | -------------------- | ---------------------- |
| Tiago Machado    | RadioShack Leopard    | Roger Kluge          | IAM Cycling            |
| Sam Bennett      | An Post-ChainReaction | Alexander Wetterhall | FireFighters Upsala CK |
| František Padour | Bauknecht-Author      | Russell Downing      | Team NFTO              |
|                  |                       | Markus Eichler       | Team Stölting          |

## Mannschaft
| Fahrer              | Geburtsdatum       | Land                   |              |
| ------------------- | ------------------ | ---------------------- | ------------ |
| Jan Bárta           | 7. Dezember 1984   | Tschechien             |              |
| Cesare Benedetti    | 3. August 1987     | Italien                |              |
| Sam Bennett         | 16. Oktober 1990   | Irland                 |              |
| Iker Camaño         | 14. März 1979      | Spanien                |              |
| David de la Cruz    | 6. Mai 1989        | Spanien                |              |
| Zakkari Dempster    | 27. September 1987 | Australien             |              |
| Bartosz Huzarski    | 27. Oktober 1980   | Polen                  |              |
| Blaž Jarc           | 17. Juli 1988      | Slowenien              |              |
| Leopold König       | 15. November 1987  | Tschechien             |              |
| Tiago Machado       | 18. Oktober 1985   | Portugal               |              |
| Ralf Matzka         | 24. August 1989    | Deutschland            |              |
| Jonathan McEvoy     | 2. August 1989     | Vereinigtes Königreich |              |
| José Mendes         | 24. April 1985     | Portugal               |              |
| František Padour    | 19. Januar 1988    | Tschechien             |              |
| Erick Rowsell       | 29. Juli 1990      | Vereinigtes Königreich |              |
| Andreas Schillinger | 13. Juli 1983      | Deutschland            |              |
| Daniel Schorn       | 21. Oktober 1988   | Österreich             |              |
| Michael Schwarzmann | 7. Januar 1991     | Deutschland            |              |
| Scott Thwaites      | 12. Februar 1990   | Vereinigtes Königreich |              |
| Paul Voß            | 26. März 1986      | Deutschland            |              |
| Stagiaires          | Stagiaires         | Nationalität           | Nationalität |
| Patrick Konrad      | Patrick Konrad     | Österreich             |              |
| Alexander Krieger   | Alexander Krieger  | Deutschland            |              |
| Gregor Mühlberger   | Gregor Mühlberger  | Österreich             |              |